# EIRP

Az izotrópikus effektív kisugárzott teljesítmény és a tényleges kisugárzott teljesítmény viszonya

EIRP (Effective Isotropic Radiated Power) - izotrópikusan sugárzott egyenértékű teljesítmény, mely a definíció jelentése szerint „az a teljesítmény, melyet az elméleti izotróp antennának kellene sugároznia, hogy azonos jelszintet érjen el az adott antenna maximális sugárzásának irányában”.
Az a látszólagos energia, amelyet az adóantenna egy megadott vételi jelerősség esetén kibocsátana, ha minden irányba egyenletesen sugározna. (Izotóp sugárzó) Az antennanyereség és az adóteljesítmény szorzata. Mértkegysége: Watt (W)

## Számítása
Az EIRP kiszámításához a következő adatokra van szükségünk:
- adóvégfok kimeneti teljesítménye (PTX)
- tápvonal típusa, hossza (l) és a tápvonal katalógusban megadott méterre eső csillapítása a működési frekvencián (Akat)
- az alkalmazott antenna antennanyeresége. (GA)

Az EIRP értékét általában logaritmikus mennyiségben számoljuk. Ha logaritmikus mennyiségben számolunk, az adóteljesítményt is dB-ben, illetve dBm (decibel-miliwatt) -ben kell megadni.
{\displaystyle EIRP=P_{TX}+G_{A}-lA_{kat}}

### Számítása nem logaritmikus egységgel
{\displaystyle EIRP=GP}
Ha egy G=5,52 (GdB=7,42dB) nyereségű quad antenna talppontjába 10W-os teljesítményű rádiófrekvenciás váltóáramot mérünk, akkor:
{\displaystyle EIRP=5,52*10W=55,2W}
Ez azt jelenti, hogy ha izotróp antennával szeretnénk ugyanazt a jelszintet elérni, amit a 10W-al megtáplált quad antennánk produkál a fő sugárzási irányában egy adott ponton, akkor az izotróp antennát 55,2W teljesítménnyel kellene megtáplálnunk.

### EIRP becslése az antenna iránykarakterisztikája alapján
Ha ismerjük az antennánk vízszintes kisugárzási szögét (φ) és függőleges kisugárzási szögét (ψ), (az iránykarakterisztikán a -3dB-es pontok), valamint az antenna talppontján mért teljesítményt (P), ezekből az adatokból is meghatározhatjuk az EIRP-et.
Egy izotróp antenna a tér minden irányába kisugározza a beletáplált teljesítményt, az iránykarakterisztikával rendelkező antennák pedig csak adott szögtartományokban sugároznak.
Ha 10W-al megtáplálunk egy olyan antennát, amelynek a függőleges kisugárzási szöge 120° a vízszintes kisugárzása pedig 90°, akkor a következőképp számolhatunk:
- az antenna a teljesítményt függőleges irányban 120°-ban sugározza ki, vagyis a teljesítményét a függőleges sík 120°/360°=1/3-ad részére koncentrálja, tehát ez egy 3-os szorzót jelent.
- az antenna a teljesítményt vízszintes irányban 90°-ban sugározza ki, vagyis a teljesítményét a vízszintes sík 90°/360°=1/4-ed részére koncentrálja, tehát ez egy 4-es szorzót jelent.

{\displaystyle EIRP=3*4*10W=120W}
vagyis
{\displaystyle EIRP={\frac {360}{\phi }}{\frac {360}{\vartheta }}P}

## Használata
A kisugárzott teljesítményt EIRP-ben legtöbbször valamilyen szabályzatban, rendeletben, törvényben szokták megadni, ahol valamilyen teljesítménykorlátozást határoznak meg.
Az EIRP meghatározása sávtervekben is előfordul, dB, dBm, és W -ban is megadva.